# Solarisation
Pour les articles homonymes, voir Solarisation (homonymie).

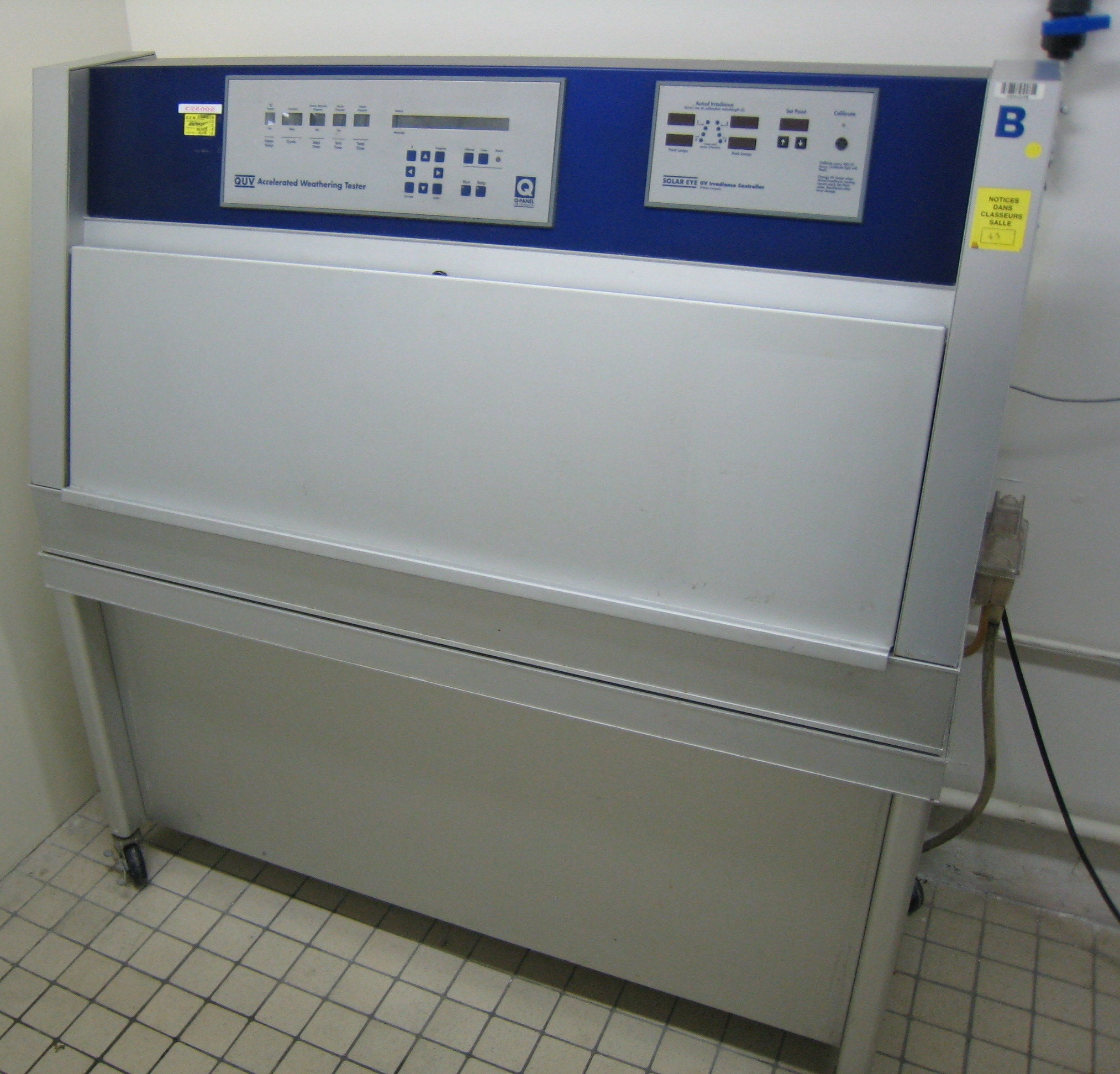
Chambre pour essais de vieillissement accéléré aux intempéries : exposition aux irradiations UV et à la condensation (taux d’HR de 100 %) à chaud.

La solarisation est un phénomène physique de modification temporaire ou permanent de la couleur ou de la transparence d'un matériau lors de son exposition à un rayonnement électromagnétique, en particulier les rayonnements fortement énergétiques tels que les rayons X ou gamma. L'altération de la couleur du matériau peut être permanente. Ce phénomène peut provoquer des altérations des propriétés physico-chimiques et mécaniques du matériau, notamment la dégradation à la lumière des plastiques.

## Effet

### Dégradations physico-chimiques
La solarisation s'explique par la création de défauts internes, appelés « centres de couleur » ou « centres F », qui absorbent une partie du spectre visible.
Dans les verres, en particulier ceux utilisés en optique, la solarisation a des conséquences diverses : ionisation, capture d'électrons ou de trous, rupture des liaisons Si-O, création de centres de couleur, etc. Ces effets peuvent facilement être amplifiés par la présence d'impuretés qui changent la valence des molécules ou concentrent les rayonnements et occasionnent des dégradations locales du verre. La présence d'ions du manganèse Mn2+ ou Mn3+ suscitent ainsi une teinte colorée mauve dans les verres anciens à cause de leur oxydation.
Les verres trempés usuels, souvent des systèmes basés sur des silicates, subissent d'importants dommages du fait de la solarisation, à cause des contraintes de surface suscitées par la trempe. Le surcroît de perte de transmission dans l'ultraviolet est estimé à 2 %.

### Dopage des verres
Il est souvent préconisé de doper les verres au dioxyde de cérium CeO2 lors de leur utilisation comme vitre de protection anti-radiation, mais il se trouve par ailleurs que la présence d'ions arsenic et cérium combinés ait tendance à paradoxalement renforcer le phénomène de solarisation. On dope aussi parfois les verres au vanadium.

## Mesure
Le comportement des verres solarisés est étudié en les irradiant à l'aide d'une lampe à xénon, à mercure ou avec un laser UV.

## En photographie

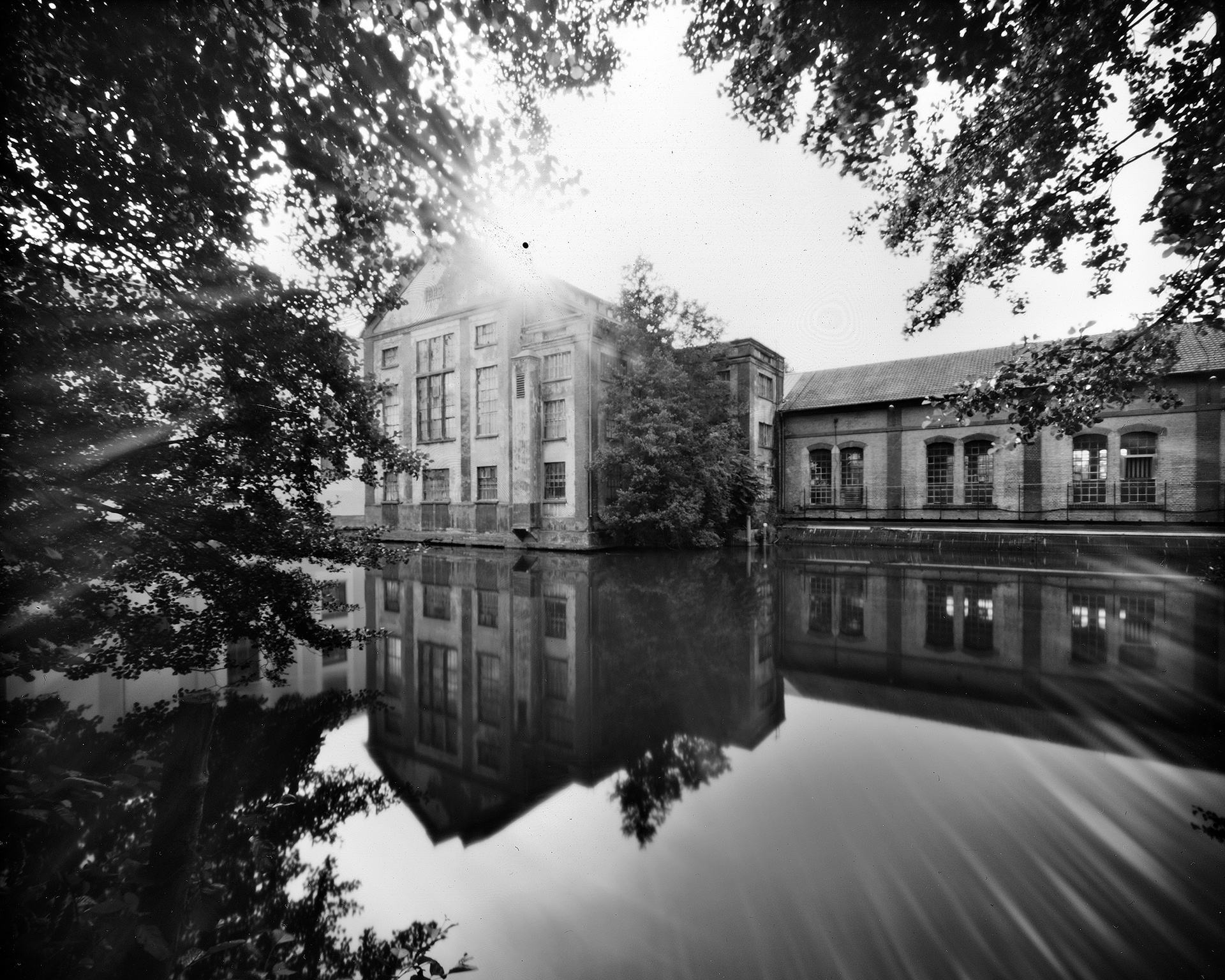
Photographie d'une usine hydro-électrique présentant un phénomène de solarisation : le Soleil apparaît noir.

La solarisation en photographie n'a rien à voir avec la solarisation décrite plus haut. 
Il s'agit d'un procédé photographique connu sous différents noms depuis le XIXe siècle, et notamment sous celui d'effet Sabatier, du nom d'un des inventeurs. La solarisation d'une émulsion photographique est une inversion partielle ou totale des densités d'une image qui intervient après une très forte surexposition. On obtient ainsi une photographie à tonalités inversées.
À la suite d'un « accident créatif », Man Ray et son assistante, la photographe Lee Miller ont redécouvert ce phénomène dans les années 1930 ,,. Par la suite, des photographes comme Raoul Ubac (1910-1985), Paul Facchetti (1912-2010), François Kollar (1904-1979), Daniel Masclet (1892-1969) ou plus récemment Gladys — lauréate du Prix Niépce en 1989 — ont utilisé ce procédé.